# コスモス672号
コスモス672号（Kosmos 672、ロシア語: Космос 672）は、アポロ・ソユーズテスト計画のためのソユーズ宇宙船の2度目の無人飛行試験である。APAS-75ドッキングシステムの試験も行われた。

## ミッション情報
- 宇宙船:ソユーズ7K-OK
- 質量:6,510kg～6,680kg
- 乗組員:なし
- 打上げ:1974年8月12日
- 帰還:1974年8月18日